# Felice Ficherelli
Felice Ficherelli dit Felice Riposo (né le 30 août 1603 à San Gimignano en Toscane, mort à Florence le 5 mars 1660) est un peintre italien baroque du XVIIe siècle.

## Biographie
Les premiers travaux de Ficherelli ont été des toiles commandées par  le Comte Bardi di Vernio, mécène et collectionneur qui le persuade de venir à Florence. Il y étudie avec Jacopo da Empoli, et dont l'influence se retrouve dans ses œuvres les plus réussies. Il commença par copier des peintures du XVIe siècle, surtout d'Andrea del Sarto. Son intérêt s'orienta essentiellement vers des épisodes tragiques ou dramatiques dans lesquels la violence est présente ou imminente. Il s'oriente aussi vers des représentations sensuelles, dans le sillage relativement "libertin" de Furini, même dans ses sujets religieux.
À Florence de 1655 à 1667, il travaille avec Antonio Franchi et Baldassare Franceschini. Son surnom de Felice Riposo (« Heureux je repose ») découle de son peu d'entrain au travail.

## Œuvres
Il est difficile de dresser une chronologie sûre de ses œuvres. Le Renaud et Armide, autrefois chez Christie's à Rome est de 1654-1655, La Madone offrant l'Enfant à saint Antoine avec des saints conservée à Santa Maria Novella, est datée entre 1654 et 1657, et un retable dans la chartreuse de Galluzzo est de 1657-1659.
L'origine de la copie de Saint Praxidis qui semble être signé par Johannes Vermeer, datée 1655 et attribuée à Ficherelli est très controversée.
- La Mort de Cléopatre (1650), huile sur canevas, Galerie nationale de Slovénie, Ljubljana.
- Sainte Agathe, ovale, huile sur canevas.
- Sainte Catherine d'Alexandrie, huile sur canevas, Cassa di Risparmio, Pistoia.
- Vision de San Filippo Neri, retable, (1657 - 1659), Pinacothèque de la Chartreuse de Galluzzo, Florence.
- Yaël tuant Siséra, huile sur toile, 121 × 155 cm, Palais Pitti, Florence[3]
- Le Sacrifice d'Isaac.
- Tarquin et Lucrèce (vers 1640), huile sur toile, musée des Beaux-Arts de Budapest

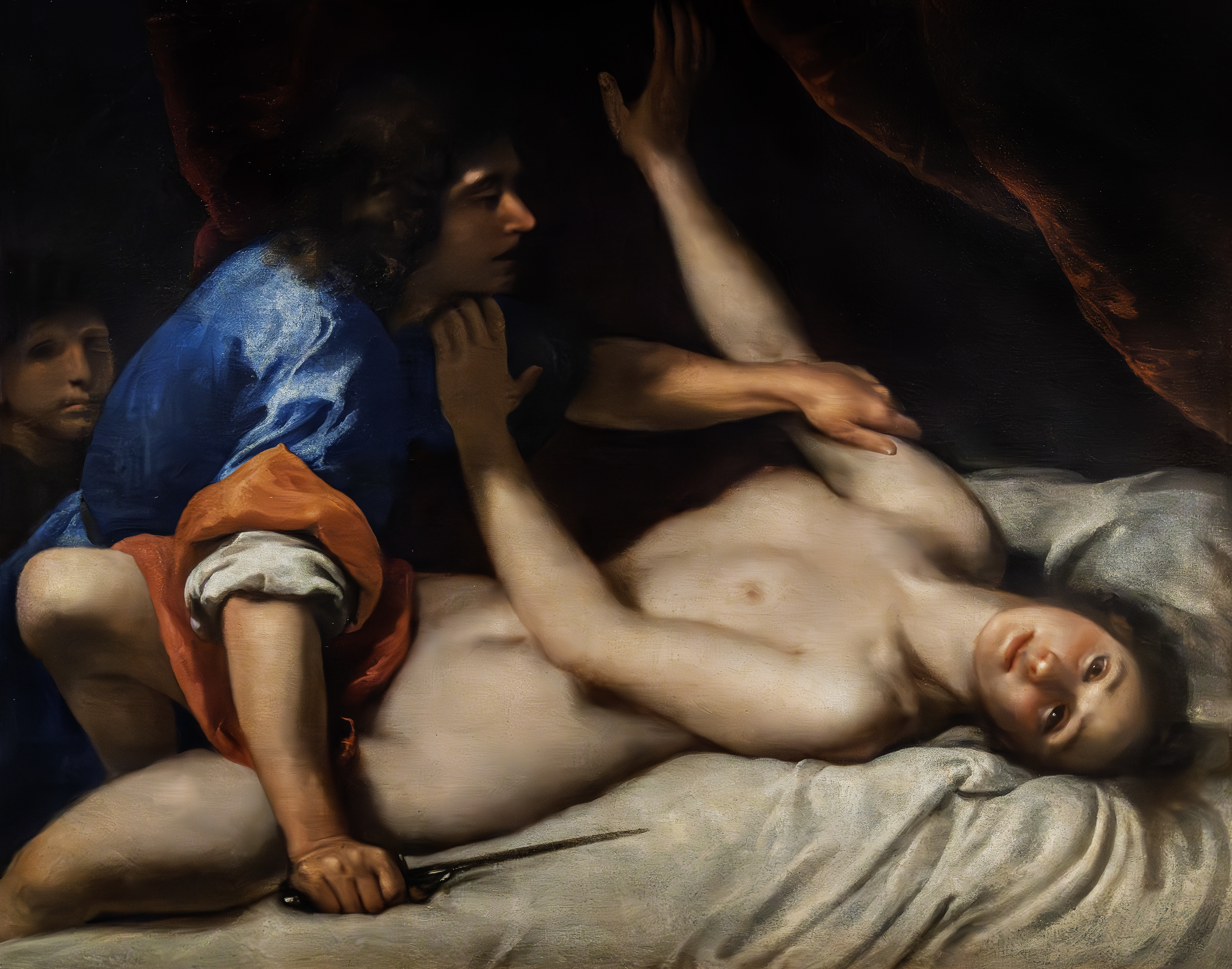
Tarquin et Lucrèce (vers 1640), huile sur toile, Pinacoteca Egidio Martini

## Sources
- (en) Cet article est partiellement ou en totalité issu de l’article de Wikipédia en anglais intitulé « Felice Ficherelli » (voir la liste des auteurs).